# Joeropsis personatus
Joeropsis personatus là một loài chân đều trong họ Joeropsididae. Loài này được Kensley miêu tả khoa học năm 1984.